# Shabbos Kestenbaum
Shabbos Kestenbaum (Teaneck, Nueva Jersey; 19 de diciembre de 1998) es un activista estadounidense y graduado de la Escuela de Teología Harvard. Es conocido por liderar una demanda contra la Universidad Harvard, presentada en enero de 2024, que alega que la universidad no protegió a los estudiantes judíos e israelíes de acoso y discriminación antisemitas.

## Primeros años de vida
Nació en Teaneck, Nueva Jersey, en una familia de siete hermanos. Su familia luego se mudó a la sección Riverdale de El Bronx, Nueva York, donde asistió a la Academia SAR, una escuela diurna judía ortodoxa moderna local. Durante su juventud, expresó su oposición a la guerra de Irak en un diario escolar. Luego estudió en Aish HaTorah en Jerusalén durante dos años, de 2017 a 2019.

## Carrera académica
Asistió al Queens College, donde se desempeñó como presidente de Hillel y senador estudiantil y se graduó summa cum laude. Luego asistió a la Escuela de Teología de Harvard, graduándose en mayo de 2024.
Mientras estuvo en Harvard, habló cada vez más abiertamente sobre el antisemitismo percibido en el campus. Esto incluyó acoso a estudiantes judíos durante las protestas, mensajes antisemitas en una aplicación universitaria y vandalismo de carteles sobre rehenes israelíes.

## Demanda contra la Universidad Harvard
En enero de 2024, se convirtió en el principal demandante en una demanda contra la Universidad Harvard. La demanda, que incluye a seis estudiantes judíos anónimos bajo el nombre de Estudiantes Contra el Antisemitismo, alega que la universidad no abordó el acoso antisemita y la discriminación contra estudiantes judíos e israelíes, particularmente después del ataque de Hamás a Israel el 7 de octubre de 2023.
Los demandantes afirman que Harvard violó el Título VI de la Ley de Derechos Civiles de 1964 al no proteger a los estudiantes judíos e israelíes de la discriminación y el acoso, incumplió obligaciones contractuales y no cumplió con el pacto implícito de buena fe y trato justo.
En abril de 2024, la universidad presentó una solicitud para desestimar la demanda, argumentando que habían trabajado para combatir el antisemitismo en el campus. Sin embargo, su moción fue rechazada en agosto por el juez federal Richard G. Stearns, quien señaló que hubo muchos casos en los que Harvard no había respondido al antisemitismo.
En enero de 2025, Harvard llegó a un acuerdo con los otros demandantes y acordó adoptar la definición de antisemitismo de la International Holocaust Remembrance Alliance, organizar un simposio anual sobre antisemitismo y asociarse con una universidad israelí. Sin embargo, Kestenbaum se negó a unirse al acuerdo y continuó presentando sus reclamos por separado.

## Participación política
Inicialmente demócrata registrado y partidario de candidatos progresistas como Bernie Sanders, ganó atención por hablar en la Convención Nacional Republicana en julio de 2024. Durante su discurso, destacó cuestiones de antisemitismo y criticó la gestión de este tipo de incidentes por parte de la Universidad Harvard. Expresó su desilusión con elementos antisemitas dentro de las facciones de extrema izquierda y extrema derecha. Según se informó, su discurso fue bien recibido por el público. Respaldó a Donald Trump en las elecciones presidenciales de 2024, citando la insatisfacción con el liderazgo demócrata y el manejo del antisemitismo por parte del partido y enfatizando la necesidad de medidas más fuertes contra el antisemitismo.
También se presentó en la lista Aish Ha'am de Aish HaTorah en las elecciones para el 39.º Congreso Sionista Mundial, que se celebrará entre el 10 de marzo y el 4 de mayo de 2025.

## Trabajo comunitario en Polonia
Trabaja extensamente con la comunidad judía en Polonia, preservando el patrimonio judío y promoviendo la educación judía, y ha visitado el país numerosas veces desde que cumplió 18 años. Tras la invasión rusa de Ucrania en 2022, regresó a Polonia para ayudar a los refugiados ucranianos allí. Trabajó como pasante en el Centro de la Comunidad Judía de Cracovia, Polonia, en el verano de 2023 y participó en su recaudación de fondos Ride For The Living.

## Imagen pública
Las acciones de Kestenbaum han generado diversas respuestas tanto dentro de la comunidad judía como del público en general. Aunque algunos han elogiado su defensa de los derechos judíos, otros han criticado su alineamiento con plataformas conservadoras. Sus esfuerzos han llevado a un mayor escrutinio sobre cómo las universidades manejan las acusaciones de antisemitismo y han influido en el discurso público sobre el tema. Sin embargo, algunos críticos sostienen que exagera las experiencias de los estudiantes judíos y tiene fines políticos más que educativos.

## Vida personal
Se identifica como un judío ortodoxo estadounidense liberal de primera generación. Sigue siendo políticamente activo y continúa defendiendo temas en los que cree, independientemente de su afiliación partidaria.